# الیور استیپلتون
الیور استیپلتون (انگلیسی: Oliver Stapleton؛ زادهٔ ۱۲ آوریل ۱۹۴۸) یک فیلم‌بردار اهل انگلستان است.

## زندگی و شغل
او فارغ‌التحصیل دانشگاه کیپ تاون است.

## گزیده فیلمشناسی
| سال  | عنوان                                                            |
| ---- | ---------------------------------------------------------------- |
| ۲۰۱۶ | کمدین (فیلم ۲۰۱۶)                                                |
| ۲۰۱۵ | تعقیب آتشین                                                      |
| ۲۰۱۵ | کار ناتمام                                                       |
| ۲۰۱۴ | بهترین من                                                        |
| ۲۰۱۲ | سفر گناه (فیلم)                                                  |
| ۲۰۱۰ | از تاریکی نترس (فیلم ۲۰۱۱)                                       |
| ۲۰۱۰ | غیرقابل‌تصور                                                      |
| ۲۰۰۹ | خواستگاری (فیلم ۲۰۰۹)                                            |
| ۲۰۰۸ | چگونه دوستان را از دست بدهیم و مردم را با خود بیگانه کنیم (فیلم) |
| ۲۰۰۶ | حقه (فیلم)                                                       |
| ۲۰۰۵ | یک زندگی ناتمام                                                  |
| ۲۰۰۵ | کازانووا (فیلم ۲۰۰۵)                                             |
| ۲۰۰۳ | ند کلی (فیلم ۲۰۰۳)                                               |
| ۲۰۰۱ | اخبار کشتیرانی                                                   |
| ۲۰۰۱ | دختر روز تولد                                                    |
| ۲۰۰۰ | به دیگری نیکی کن                                                 |
| ۱۹۹۹ | قوانین خانه سایدر (فیلم)                                         |
| ۱۹۹۹ | رؤیای شب نیمه تابستان (فیلم ۱۹۹۹)                                |
| ۱۹۹۶ | یک روز خوب (فیلم)                                                |
| ۱۹۹۶ | کانزاس سیتی (فیلم)                                               |
| ۱۹۹۵ | بازسازی (فیلم ۱۹۹۵)                                              |
| ۱۹۹۳ | ببین حالا کی حرف می‌زنه                                           |
| ۱۹۹۲ | قهرمان (فیلم ۱۹۹۲)                                               |
| ۱۹۹۰ | کلاهبرداران                                                      |
| ۱۹۸۹ | کلوچه (فیلم)                                                     |
| ۱۹۸۸ | دختران زمینی بی‌قید و بندند                                       |
| ۱۹۸۷ | آریا (فیلم ۱۹۸۷)                                                 |
| ۱۹۸۵ | رختشویخانه زیبای من                                              |

| سال  | عنوان                   | اپیزود |
| ---- | ----------------------- | ------ |
| ۱۹۸۹ | دنی، قهرمان جهان (فیلم) |        |